# Toxopsiella centralis
Toxopsiella centralis är en spindelart som beskrevs av Forster 1964. Toxopsiella centralis ingår i släktet Toxopsiella och familjen Cycloctenidae. Inga underarter finns listade i Catalogue of Life.